# Liste des codes OACI des aéroports/E
- A
- B
- C
- D
- E
- F
- G
- H
- I
- J
- K
- L
- M
- N
- O
- P
- Q
- R
- S
- T
- U
- V
- W
- X
- Y
- Z

## EB –Belgique
- EBAM – Aérodrome d'Amougies
- EBAR – Aérodrome d'Arlon
- EBAT – Aérodrome d'Ath
- EBAV – Aérodrome d'Hannut
- EBAW – Aéroport d'Anvers
- EBBE – Base aérienne de Beauvechain
- EBBL – Base aérienne de Kleine-Brogel
- EBBN – Aérodrome de Büllingen
- EBBR – Aéroport de Bruxelles-National, Zaventem
- EBBT – Aérodrome de Brasschaat
- EBBX – Base aérienne de Bertrix
- EBBY – Aérodrome de Genappe Baisy-Thy
- EBBZ – Aérodrome de Pont-à-Celles Buzet
- EBCF – Aérodrome de Cerfontaine, Cerfontaine
- EBCI – Aéroport de Charleroi Bruxelles-Sud, Charleroi
- EBCV – Base aérienne de Chièvres
- EBDT – Aérodrome de Diest
- EBFN – Base aérienne de Coxyde
- EBFR – Héliport de Francorchamps
- EBFS – Base aérienne de Florennes
- EBGB – Aérodrome de Grimbergen
- EBGG – Aérodrome de Grammont
- EBHN – Aérodrome d'Hoevenen
- EBKH – Aérodrome de Balen
- EBKT – Aéroport de Courtrai
- EBLC – Héliport de Liège-Citadelle (CHR)
- EBLO – Héliport de Liège-Orban (Bouleverd Frère-Orban)
- EBLS – Héliport de Liège-Sart Tilman (CHU)
- EBLE – Aérodrome de Beverlo
- EBLG – Aéroport de Liège
- EBLN – Aérodrome de Liernu
- EBMB – Aéroport militaire Melsbroek, sur le même emplacement que l'aéroport de Bruxelles, à Zaventem
- EBMC - Héliport de Lodelinsart - Hôpital Civil Marie Curie - (CHU Charleroi)
- EBMG – Aérodrome de Doische
- EBMT - Héliport de Montigny-le-Tilleul - Hôpital André Vésale - (CHU Charleroi)
- EBMO – Aérodrome de Moorsele
- EBNA – Aérodrome d'Assesse
- EBNE – Aérodrome de Neerpelt
- EBNM – Aérodrome de Namur, Temploux-Suarlée
- EBOR – Aérodrome de Vresse-sur-Semois Orchimont
- EBOS – Aéroport d'Ostende-Bruges
- EBSG – Aérodrome de saint-Ghislain
- EBSH – Aérodrome de Saint-Hubert
- EBSL – Aérodrome de Zutendaal
- EBSP – Aérodrome de Spa-La Sauvenière
- EBST – Base aérienne de Saint-Trond
- EBSU – Base aérienne de Saint-Hubert
- EBTN – Aérodrome de Gossoncourt
- EBTX – Aérodrome de Theux-Verviers
- EBTY – Aérodrome de Maubray-Tournai
- EBUL – Base aérienne de Ursel
- EBWE – Base aérienne de Weelde
- EBZH – Aérodrome de Hasselt
- EBZR – Aérodrome d'Oostmalle
- EBZU – Aérodrome de Zuienkerke
- EBZW – Aérodrome de Zwartberg

## ED –Allemagne(aéroports civils)
Pour les aéroports militaires, voir la section ET.
- EDDC – Aéroport de Dresde
- EDDF – Aéroport de Francfort
- EDDH – Aéroport de Hambourg
- EDDI – Aéroport de Berlin-Tempelhof
- EDDK – Aéroport Konrad-Adenauer de Cologne/Bonn - Siège de la Lufthansa
- EDDL – Aéroport international de Düsseldorf
- EDDM – Aéroport international Franz-Josef-Strauss de Munich, Munich
- EDDN – Aéroport de Nuremberg
- EDDR – Aéroport de Sarrebruck
- EDDS – Aéroport de Stuttgart
- EDDT – Aéroport de Berlin-Tegel
- EDDV – Aéroport international de Hanovre Langenhagen
- EDDW – Aéroport de Brême
- EDFH – Aéroport de Francfort-Hahn
- EDFV – Aérodrome de Worms
- EDGA – Aérodrome de Ailertchen
- EDHE – Aéroport d'Uetersen
- EDHI – Aéroport de Hambourg-Finkenwerder
- EDHO – Aérodrome de Ahrenlohe
- EDJA – Aéroport de Memmingen
- EDKA – Aéroport d'Aachen-Merzbruck
- EDLV – Aéroport de Weeze
- EDLW – Aéroport de Dortmund, Rhénanie du Nord-Westphalie, 129 m alt, 1 piste
- EDNX – Aérodrome de Schleissheim
- EDPA – Aérodrome de Aalen-Heidenheim, Elchingen
- EDRZ – Aéroport de Deux-Ponts
- EDSB – Aéroport de Karlsruhe Baden-Baden
- EDTF - Aérodrome de Fribourg
- EDTL – Aéroport de Lahr
- EDXA – Aérodrome de Achmer

## EE –Estonie
- EETN – Aéroport international de Tallinn

## EF –Finlande
- EFET – Aéroport d'Enontekiö
- EFHA – Aéroport d'Halli,
- EFHF – Aéroport d'Helsinki-Malmi,
- EFHK – Aéroport d'Helsinki-Vantaa,
- EFIV – Aéroport d'Ivalo,
- EFJO – Aéroport de Joensuu,
- EFJY – Aéroport de Jyväskylä,
- EFKI – Aéroport de Kajaani,
- EFKS – Aéroport de Kuusamo,
- EFKT – Aéroport de Kittilä,
- EFKU – Aéroport de Kuopio,
- EFMA – Aéroport de Mariehamn,
- EFOU – Aéroport d'Oulu,
- EFPO – Aéroport de Pori,
- EFRO – Aéroport de Rovaniemi,
- EFTP – Aéroport de Tampere-Pirkkala,
- EFTU – Aéroport de Turku,
- EFVA – Aéroport de Vaasa,

## EG –Royaume-Uni
- EGAA – Aéroport international de Belfast, Irlande du Nord
- EGAC – George Best Belfast City Airport, Irlande du Nord
- EGBB – Aéroport international de Birmingham, Angleterre
- EGBJ – Aéroport de Gloucestershire, Angleterre
- EGBP – Aéroport de Cotswold
- EGCC – Aéroport de Manchester
- EGFF – Aéroport international de Cardiff, Pays de Galles
- EGGD – Aéroport international de Bristol, Angleterre
- EGGP – Aéroport de Liverpool John Lennon
- EGGW – Aéroport de Londres Luton
- EGHQ – Aéroport de Newquay Cornwall
- EGJA – Aéroport d'Aurigny
- EGJB – Aéroport de Guernesey
- EGJJ – Aéroport de Jersey
- EGKB – Aéroport de London Biggin Hill
- EGKK – Aéroport de Londres Gatwick, Angleterre
- EGLC – Aéroport de Londres City
- EGLF – Aéroport de Farnborough
- EGLL – Aéroport de Londres Heathrow
- EGMC – Aéroport de Londres Southend
- EGNJ – Aéroport international de Humberside
- EGNM – Aéroport de Leeds-Bradford
- EGNS – Aéroport du Ronaldsway
- EGNT – Aéroport de Newcastle
- EGNX – Aéroport d'East Midlands, Angleterre
- EGPB – Aéroport de Sumburgh, Écosse
- EGPD – Aéroport d'Aberdeen (Dyce), Ecosse
- EGPE – Aéroport d'Inverness, Écosse
- EGPF – Aéroport international de Glasgow, Écosse
- EGPH – Aéroport d'Édimbourg, Écosse
- EGPK – Aéroport international de Glasgow Prestwick, Écosse
- EGPN – Aéroport de Dundee
- EGPR – Aéroport de Barra, Écosse
- EGSS – Aéroport de Londres Stansted
- EGTR – Aéroport d'Elstree
- EGUC –   Aéroport d'Aberporth, Pays de Galles

## EH –Pays-Bas
- EHAL – Aéroport d'Ameland
- EHAM – Aéroport d'Amsterdam-Schiphol
- EHBD – Aéroport de Kempen
- EHBK – Aéroport de Maastricht-Aix-la-Chapelle
- EHEH – Aéroport d'Eindhoven
- EHGG – Aéroport de Groningue-Eelde
- EHRD – Aéroport de Rotterdam-La Haye
- EHVK – Base aérienne Volkel-Uden
- EHWO – Base aérienne Woensdrecht

## EI –Irlande
- EICK – Aéroport international de Cork
- EICM – Aéroport de Galway
- EIDW – Aéroport international de Dublin
- EINN – Aéroport de Shannon

## EK –Danemark
- EKAE – Aérodrome d'Aéro
- EKAH – Aéroport d'Arhus
- EKVH – Aérodrome d'Aars
- EKYT – Aéroport d'Aalborg

## EL –Grand-Duché de Luxembourg
- ELEA – Héliport du centre hospitalier Émile Mayrisch
- ELET – Héliport de l'hôpital Saint-Louis
- ELLC – Héliport du centre hospitalier de Luxembourg
- ELLK – Héliport de l'hôpital Kirchberg
- ELLX – Aéroport de Luxembourg-Findel
- ELLZ – Héliport de la clinique Sainte-Thérèse
- ELNT – Aérodrome de Noertrange
- ELUS – Aérodrome d'Useldange
- ELMD – Aérodrome de Medernach

## EN –Norvège
- ENAT – Aéroport d'Alta
- ENBR – Aéroport de Bergen
- ENGM – Aéroport international d'Oslo-Gardermoen
- ENHV – Aéroport de Honningsvåg
- ENKB – Aéroport de Kristiansund
- ENVA – Aéroport de Trondheim Værnes

## EP –Pologne
- EPBY – Aéroport Ignacy Jan Paderewski, Bydgoszcz
- EPGN – Aéroport Lech Walesa de Gdansk, Tricité
- EPKK – Aéroport Jean-Paul II de Cracovie
- EPKT – Aéroport de Katowice-Pyrzowice
- EPLB – Aéroport de Lublin, Swidnik
- EPLL – Aéroport de Lódz
- EPMO – Aéroport de Mazovie Varsovie-Modlin
- EPPO – Aéroport Henryk Wieniawski de Poznan
- EPRA – Aéroport de Radom
- EPSC – Aéroport "Solidarnosc" de Szczecin
- EPSY – Aéroport d'Olsztyn-Mazurie, Szczytno
- EPWA – Aéroport Frédéric Chopin de Varsovie
- EPWR – Aéroport de Wroclaw-Nicolas Copernic, Wroclaw
- EPZG – Aéroport de Zielona Góra

## ES –Suède
- ESDF – Aéroport de Ronneby,
- ESGG – Aéroport de Göteborg-Landvetter,
- ESGJ – Aéroport de Jönköping,
- ESGT – Aérodrome de Trollhättan–Vänersborg,
- ESKM – Aérodrome de Mora-Siljan,
- ESKN – Aéroport de Stockholm-Skavsta,
- ESMS – Aéroport de Malmö,
- ESND – Aérodrome de Sveg,
- ESNG – Aérodrome de Gällivare,
- ESNK – Aérodrome de Kramfors-Sollefteå,
- ESNL – Aérodrome de Lycksele,
- ESNN – Aéroport de Sundsvall-Härnösand,
- ESMQ – Aéroport de Kalmar,
- ESMT – Aérodrome d'Halmstad,
- ESMX – Aérodrome de Växjö,
- ESNO – Aéroport d'Örnsköldsvik,
- ESNQ – Aéroport de Kiruna,
- ESNS – Aéroport de Skellefteå,
- ESNU – Aéroport d'Umeå,
- ESNV – Aérodrome de Vilhelmina,
- ESNX – Aérodrome d'Arvidsjaur,
- ESNZ – Aéroport d'Åre Östersund,
- ESOH – Aérodrome d'Hagfors,
- ESOK – Aérodrome de Karlstad,
- ESOW – Aéroport de Stockholm-Västerås,
- ESPA – Aéroport de Luleå,
- ESSA – Aéroport de Stockholm-Arlanda,
- ESSB – Aéroport de Stockholm-Bromma,
- ESSD – Aéroport de Borlänge,
- ESSL – Aéroport de Linköping/Saab,
- ESSP – Aéroport de Norrköping,
- ESST – Aérodrome de Torsby,
- ESSV – Aéroport de Visby,
- ESTA – Aéroport d'Ängelholm–Helsingborg,
- ESUP – Aérodrome de Pajala,
- ESUT – Aérodrome d'Hemavan Tärnaby,

## ET –Allemagne(aéroports militaires)
Pour les aéroports civils, voir la section ED.
- ETNG –  Geilenkirchen (aéroport militaire OTAN)
- ETAR –  Ramstein AFB (aéroport militaire OTAN)
- ETAD –  Spangdahlem AFB (aéroport militaire OTAN)
- ETSB –  Büchel

## EV –Lettonie
- EVRA – Aéroport international de Riga

## EY –Lituanie
- EYKA – Aéroport de Kaunas
- EYPA – Aéroport international de Palanga
- EYVI – Aéroport international de Vilnius